# Bico-de-chumbo-de-cabeça-preta
O bico-de-chumbo-de-cabeça-preta (Lonchura malacca) é uma ave da família Estrildidae. Caracteriza-se pela plumagem castanha com a cabeça-preta e pelo bico grosso prateado.
Esta ave é oriunda da Ásia (Índia, Paquistão, China, Taiwan and outros países da região). Em Portugal foi introduzida como ave de gaiola, tendo alguns indivíduos escapado e estabelecido populações selvagens em certos locais do litoral.
Esta ave exótica que se estabeleceu em Portugal é relativamente fácil de identificar e já deverá ter constituído populações nidificantes em liberdade.
Identificação
Ligeiramente maior que o bico-de-lacre ou o bengali-vermelho,o bico-de-chumbo-de-cabeça-preta identifica-se principalmente pela plumagem castanha,que contrasta com a cabeça-preta.O bico espesso, triangular, é prateado.
Abundância e calendário Apesar de aparentemente já ter estabelecido populações selvagens em Portugal,o bico-de-chumbo-de-cabeça-preta continua a ser uma espécie relativamente rara e com uma distribuição muito localizada.
Os poucos registros conhecidos dizem respeito a aves isoladas ou a pequenos bandos, vistos geralmente nas imediações de zonas húmidas com ampla vegetação emergente.
Tal como as restantes espécies introduzidas, é residente e pode ser observado durante todo o ano.